# Iglesia de Santa María de Gracia (Cartagena)
La iglesia de Santa María de Gracia es un templo católico situado en el casco antiguo de la ciudad española de Cartagena (Región de Murcia), y centro neurálgico de las procesiones de la Semana Santa.

## Historia
El proyecto de construcción de esta parroquia nace en 1712, cuando se plantea construir un nuevo recinto que supla las carencias de la Catedral vieja y que dote a la ciudad de una verdadera iglesia diocesana, pues aparte de la citada catedral en la Cartagena de la época sólo había iglesias conventuales. El lugar escogido fue la confluencia entre las calles del Aire y San Miguel, donde se encontraba una pequeña ermita de la que tenemos constancia por los escritos de Jerónimo Hurtado en 1589 (Descripción de Cartagena y su puerto).
La nueva construcción contó inicialmente con la oposición del cabildo metropolitano, si bien el apoyo del cardenal Belluga, a la sazón obispo de la Diócesis, y del mismísimo rey Felipe V posibilitaron la dación de 84 000 reales por parte del cabildo. De esta forma comenzaron las obras en 1713, dividiéndose la ejecución en tres fases: 1716-1749, 1750-1776 y 1780-1798. A partir de la segunda fase se abandonaron los planos originales y se siguió los dictámenes de las cofradías, promotoras de las capillas, y terminada esta fase se procedió a la bendición de la iglesia el 5 de diciembre de 1779.
Desde entonces sufrió diferentes reformas y reconstrucciones, desde la que reconstruyó en 1880 las zonas afectadas por el bombardeo durante la Rebelión cantonal (1873), a una nueva destrucción deliberada el 25 de julio de 1936, durante la guerra civil, y una restauración al estilo neobarroco de Lorenzo Ros Costa en 1943. Durante la contienda, la parroquia sufrió el asesinato de su arcipreste Pedro Gambín en la saca del 15 de septiembre de 1936, y el edificio mismo estuvo próximo a ser completamente devastado, pues el Ayuntamiento del bando republicano aprobó en pleno su demolición, acción que no llegó a materializarse. La fachada mientras tanto permaneció todo este tiempo inconclusa a pesar de proyectos como el del arquitecto modernista Víctor Beltrí en 1931 o el de Rafael Braquehais en 1992, y aguarda, como el resto de la iglesia, una amplia intervención.

## Arquitectura
La iglesia consta de tres naves cubiertas por bóvedas de arista y arcos de medio punto, con soportes de pilastras. Las capillas se encuentran en los lados de la Epístola y del Evangelio, cada una con un diseño propio. En la nave central, el presbiterio se presenta profundo y semicircular, y vemos en el altar mayor la capilla de los Cuatro Santos y la Virgen del Rosell. El coro se encuentra ubicado a los pies de la iglesia al igual que la torre situada al noroeste con un solo cuerpo. En el frente principal destaca la fachada inacabada, a pesar de los sucesivos proyectos que han afectado al edificio.
De las ocho capillas existentes, las más notorias son la capilla de Medinaceli, barroca del XVIII con una planta de cruz griega y cúpula sobre pechinas decoradas con estucos; la antigua capilla de la Virgen del Mar, donde resalta la ondulación de la cornisa sobre la que se voltea la cúpula y la capilla california, de igual estilo y época que la de Medinaceli, y de planta cuadrada con una cúpula sobre pechinas dividida en ocho cascos, que se alza sobre cornisa mixtilínea, decorada en cada casco de los ejes con rocallas. Esta cúpula posee un tambor con pilastras pareadas entre las que se abren ventanales rectangulares decorados también con rocaille.
En la antigua capilla de la virgen del Rosario, en la actualidad dedicada a la virgen de Lourdes, se conserva la cúpula pintada por el pintor de corte del siglo XVIII Francisco Folch de Cardona con el tema de la apoteosis de San Juan Nepomuceno.

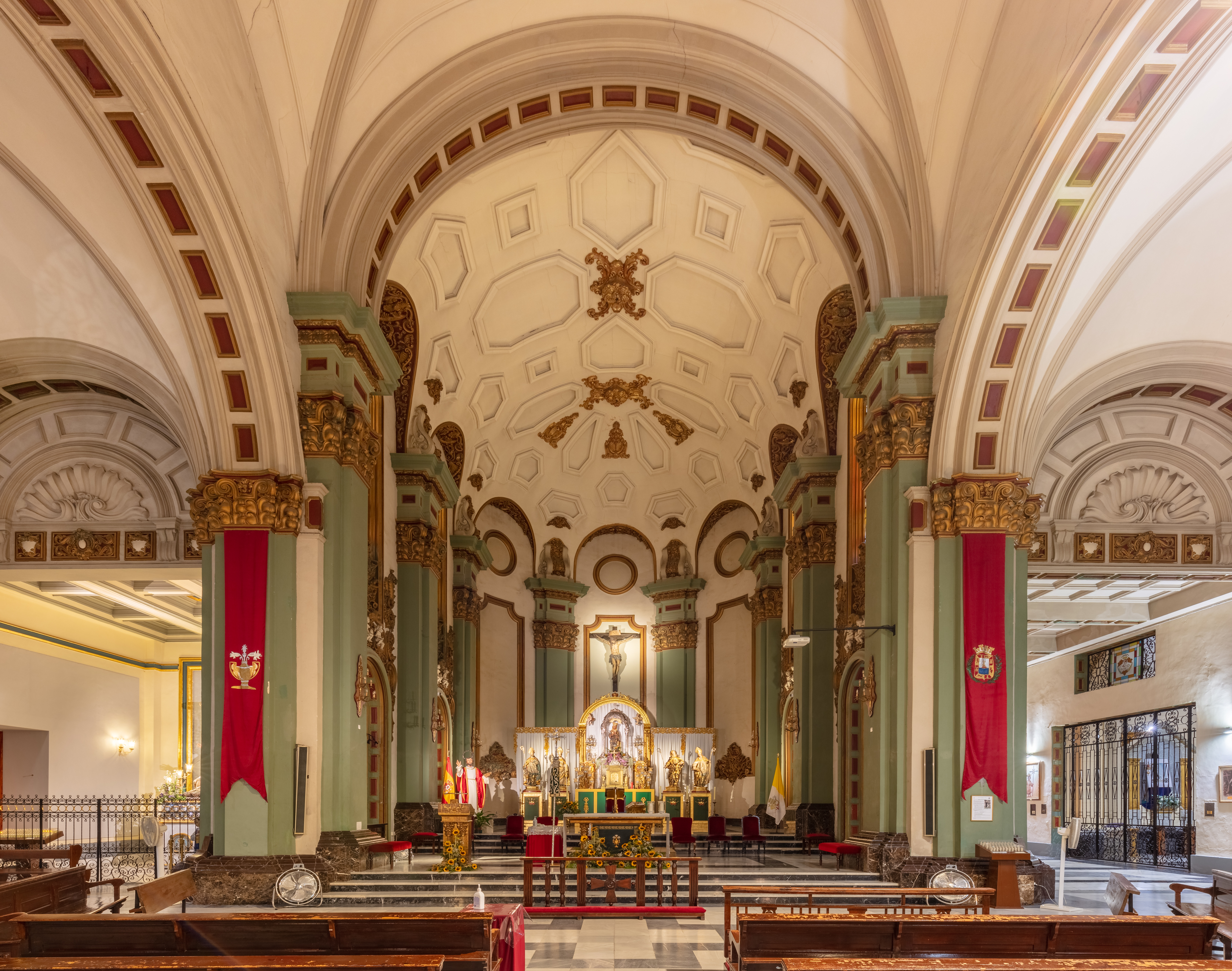
Vista de la nave principal.
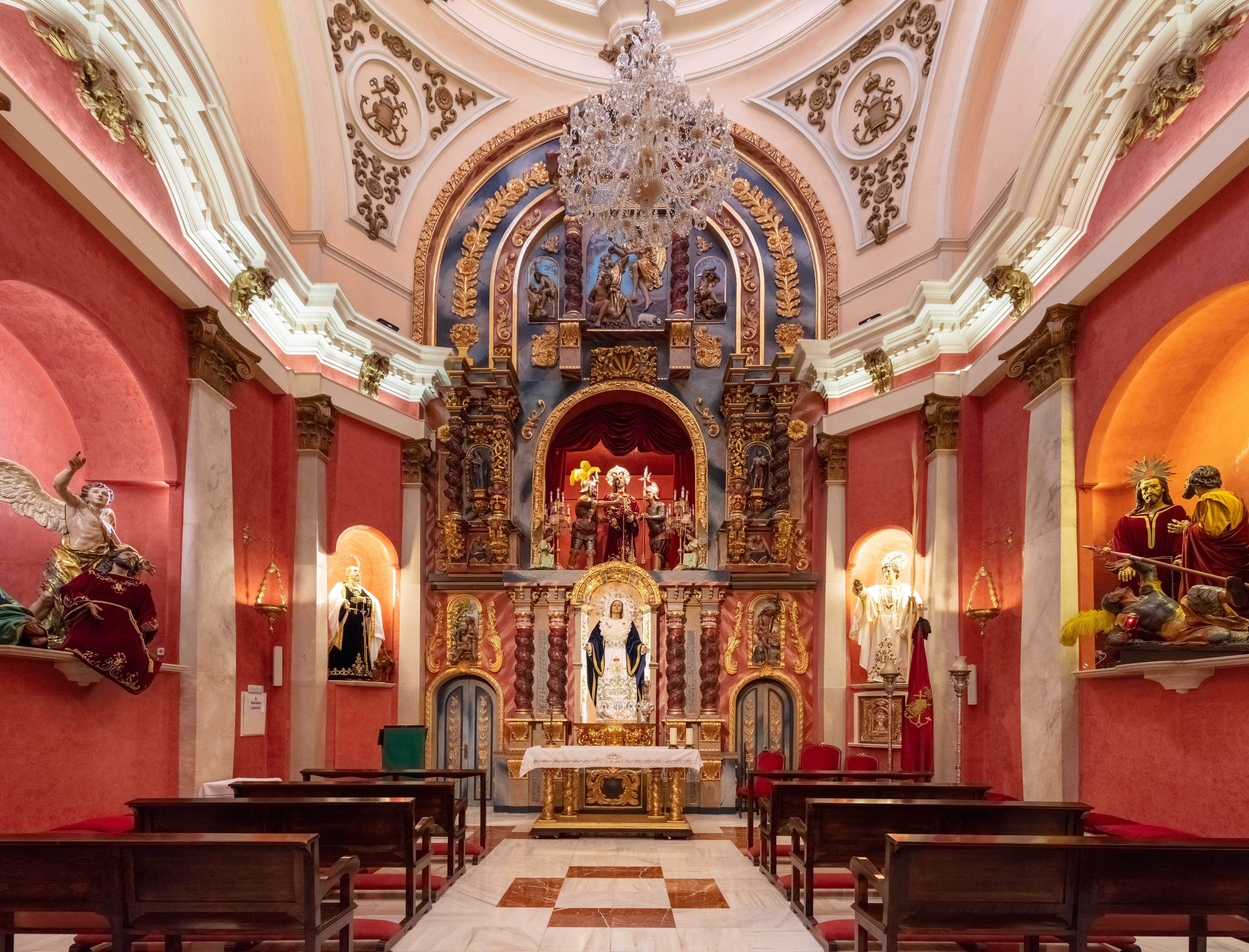
Capilla california
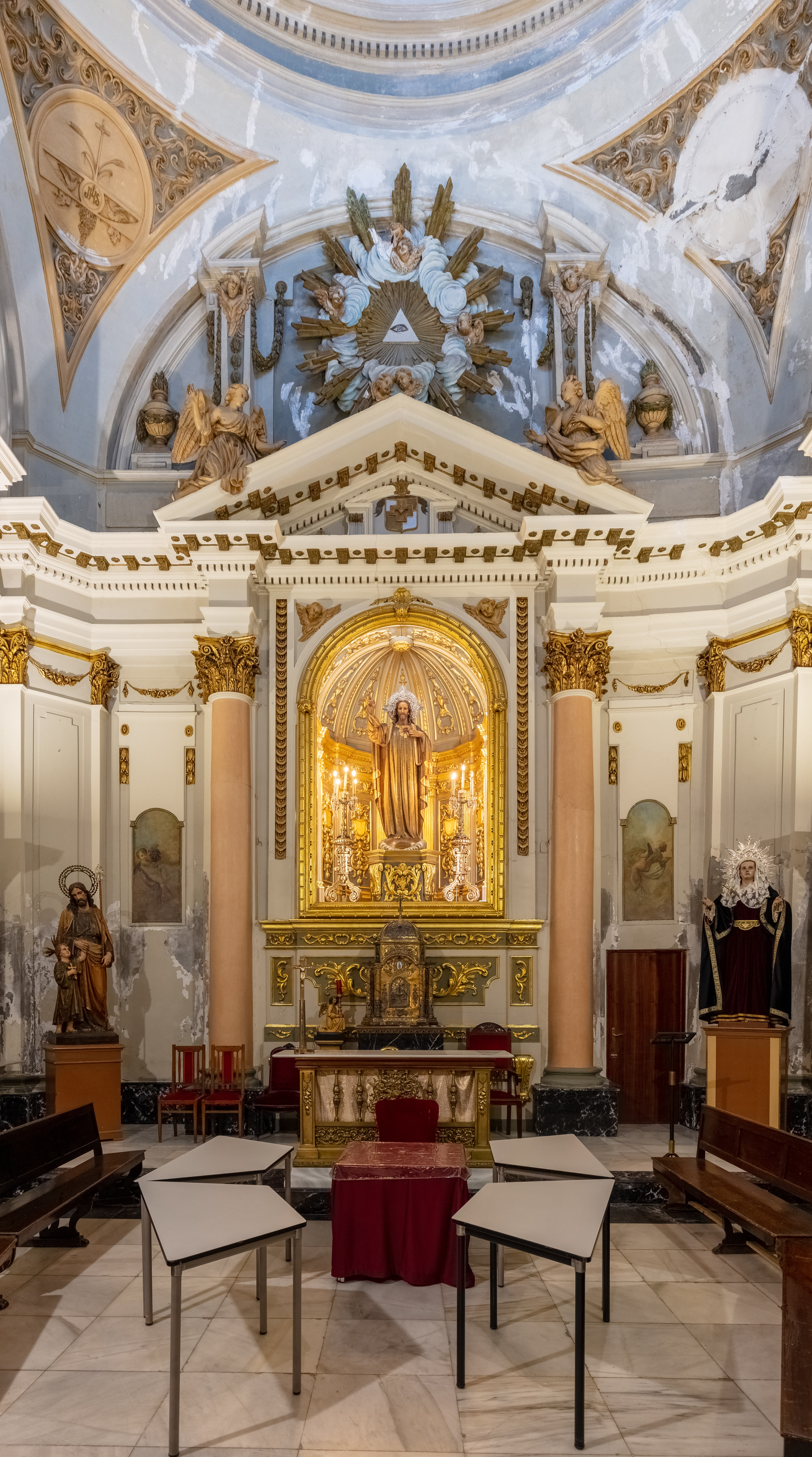
Capilla del Sagrado Corazón de Jesús.
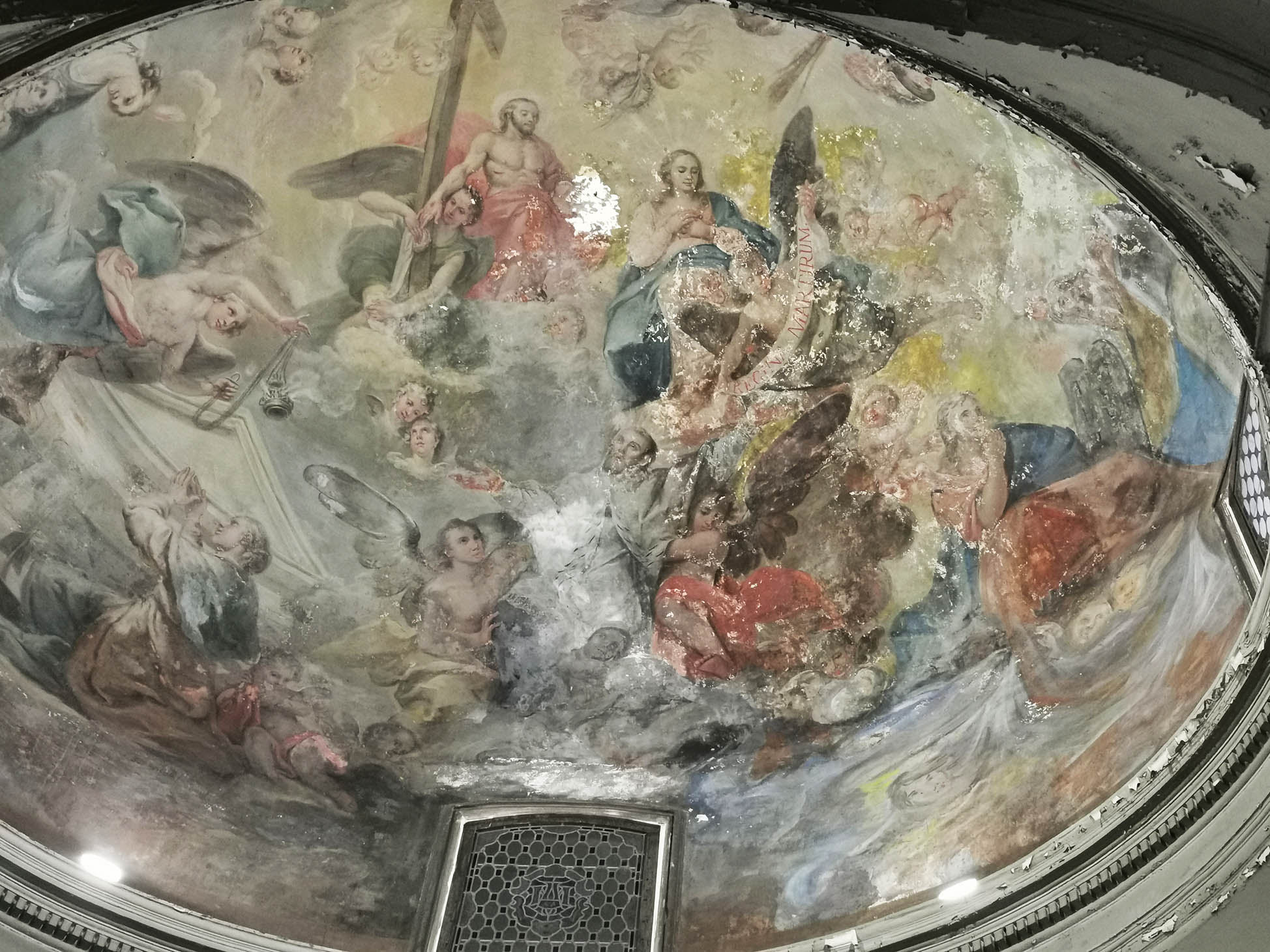
Bóveda con la apoteosis de San Juan Nepomuceno, obra del siglo XVIII de Francisco Folch de Cardona.

## Arte
Entre las obras más destacadas que en la actualidad pueden encontrarse en la iglesia, destacan especialmente las imágenes de la Virgen del Rosell, una talla medieval que en otros tiempos fuera patrona de Cartagena, flanqueada por las notables imágenes de los Cuatro Santos de Cartagena, obra del siglo XVIII escultor barroco Francisco Salzillo. Estas cinco imágenes se encontraban antes de la guerra civil española en la capilla del Concejo de la antigua catedral de Cartagena y actualmente se encuentran situadas presidiendo el altar mayor.

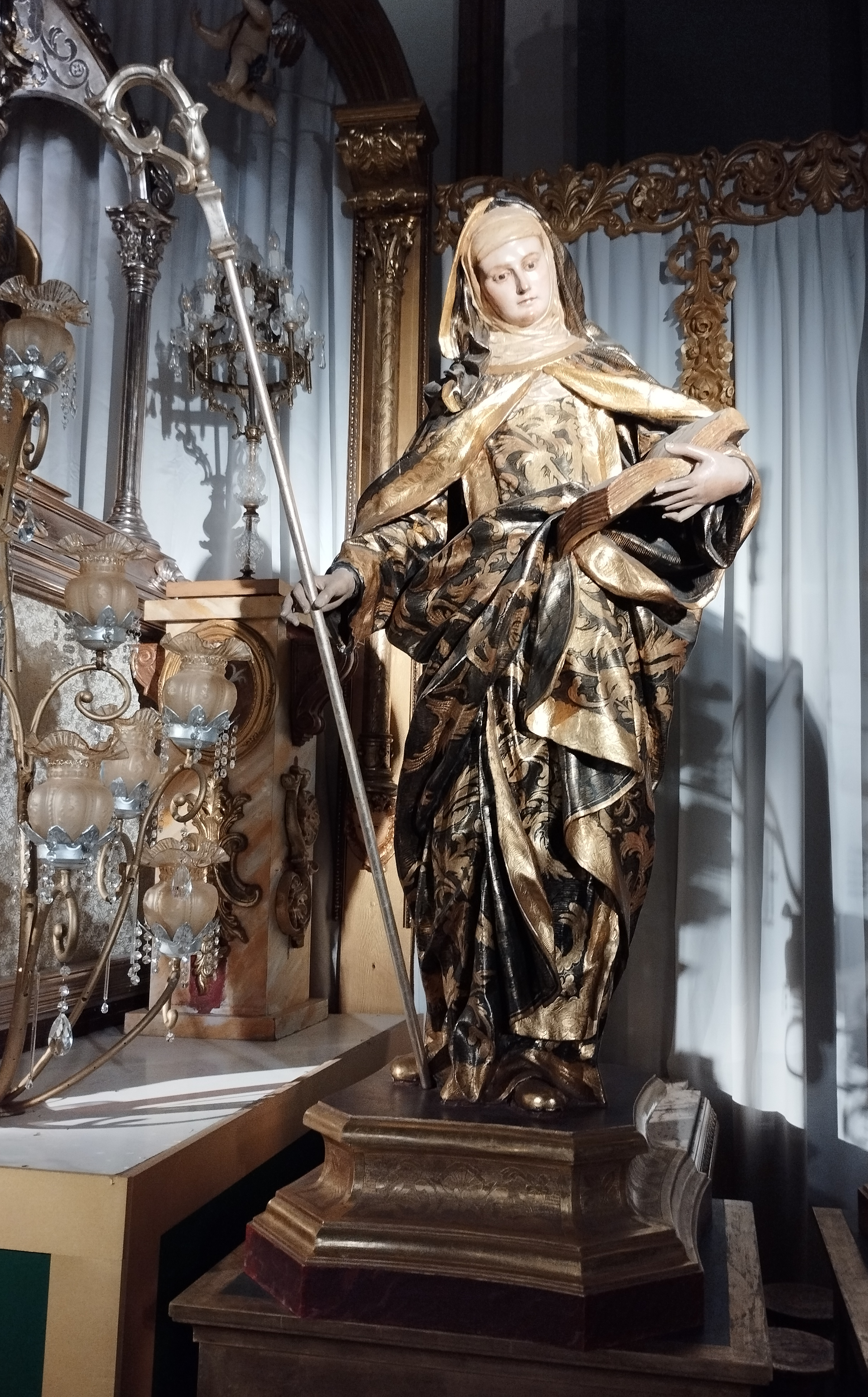
Santa Florentina de Salzillo.
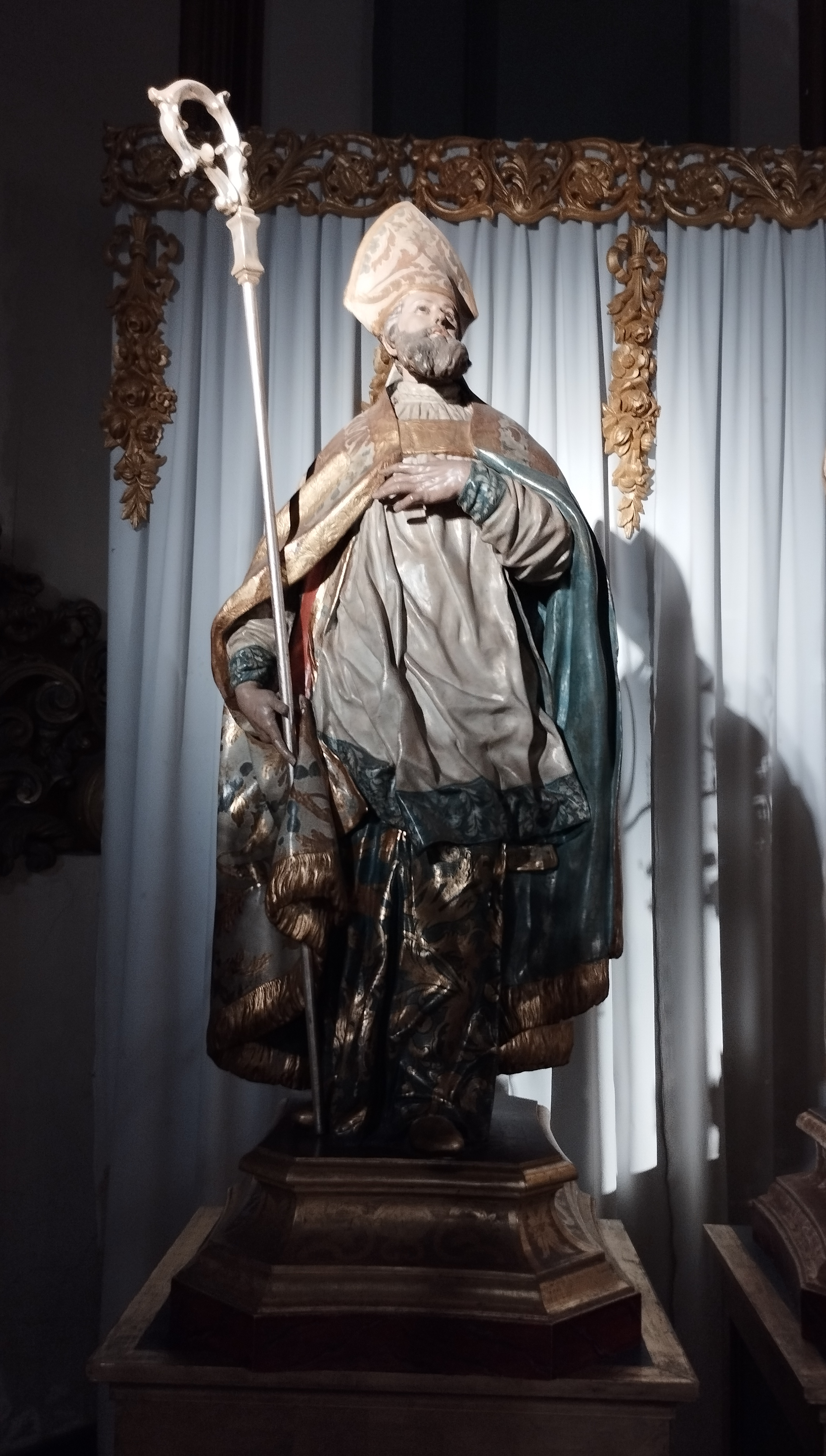
San Leandro de Salzillo.
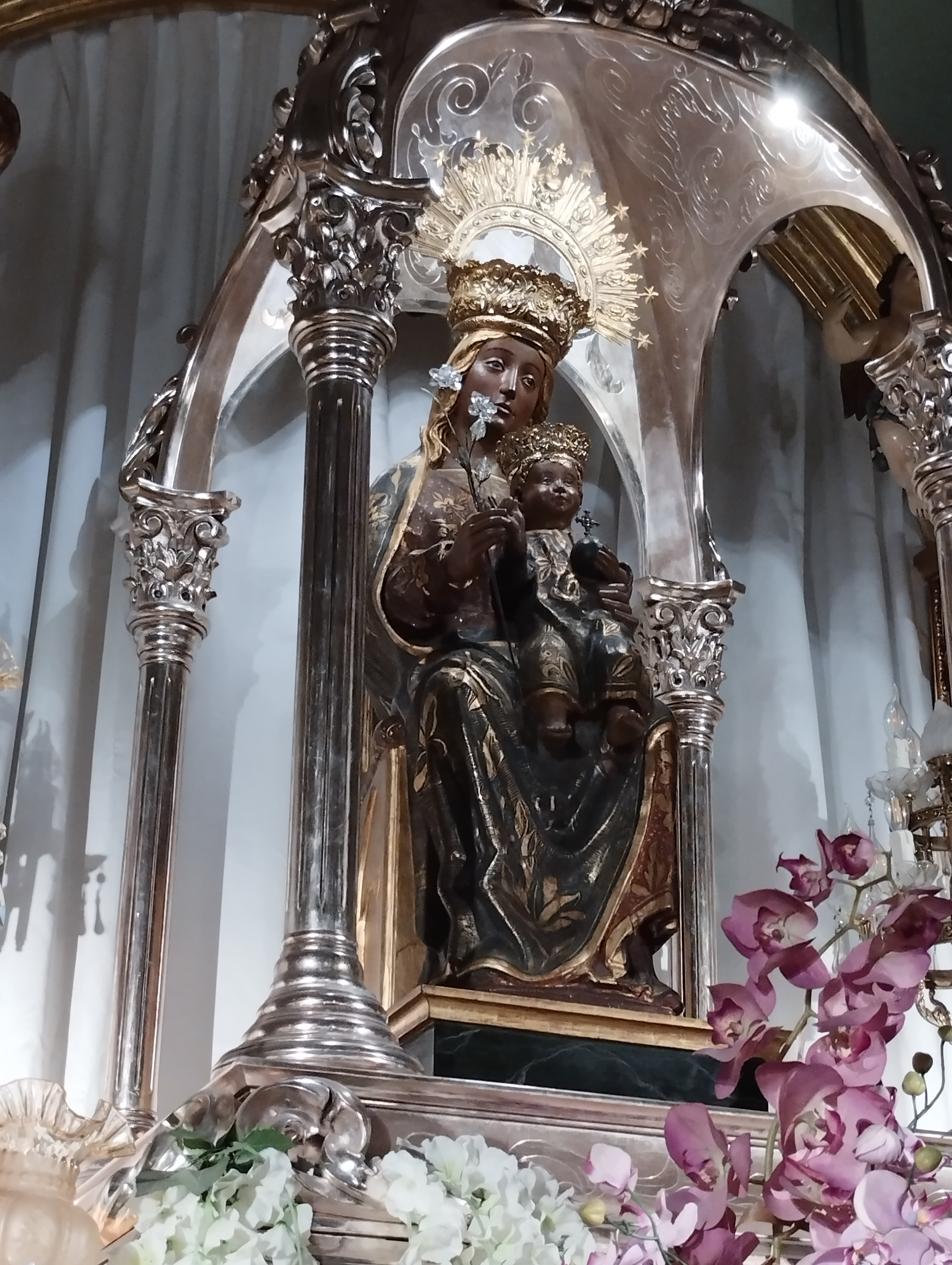
Virgen del Rosell, antigua patrona de Cartagena.
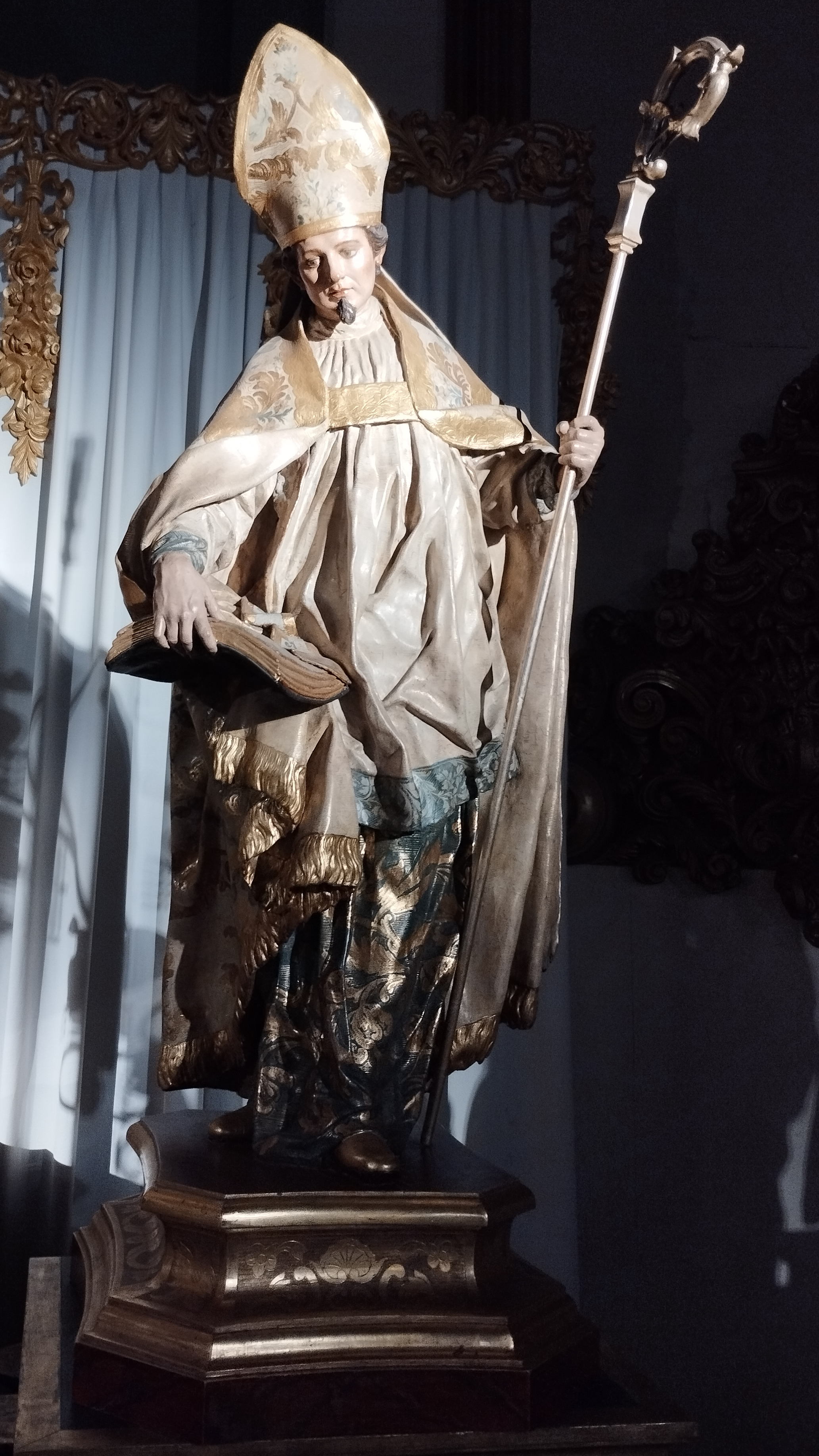
San Isidoro de Salzillo.
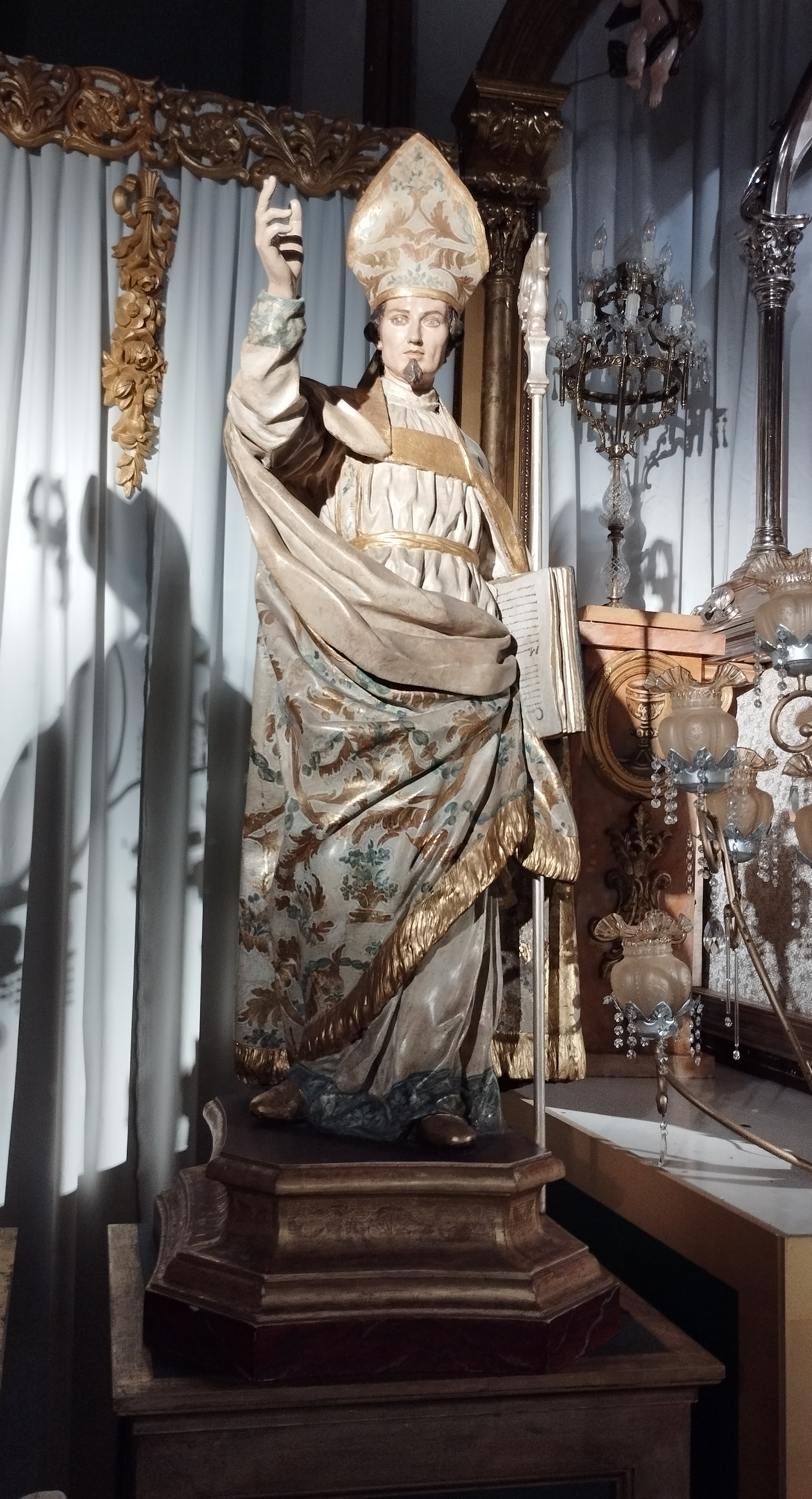
San Fulgencio de Salzillo.

Además, de las mencionadas imágenes, se conservan una Virgen de la Piedad de José Capuz, o el Cristo de Medinaceli de Juan González Moreno. La capilla de la Cofradía del Resucitado contiene así mismo otras imágenes de González Moreno y la de la Cofradía California, de 1747, varias obras de Salzillo, Mariano Benlliure o José Sánchez Lozano.
En 2022 se instalaron en una de las capillas laterales las imágenes de los arcángeles San Miguel, San Rafael y San Gabriel, talladas por Francisco Salzillo para el desaparecido retablo del colegio de San Miguel. También se ha trasladado al templo un cristo crucificado de marfil denominado Cristo de Lepanto, que se atribuye a una donación de Juan de Austria tras su triunfo en la batalla contra los otomanos.

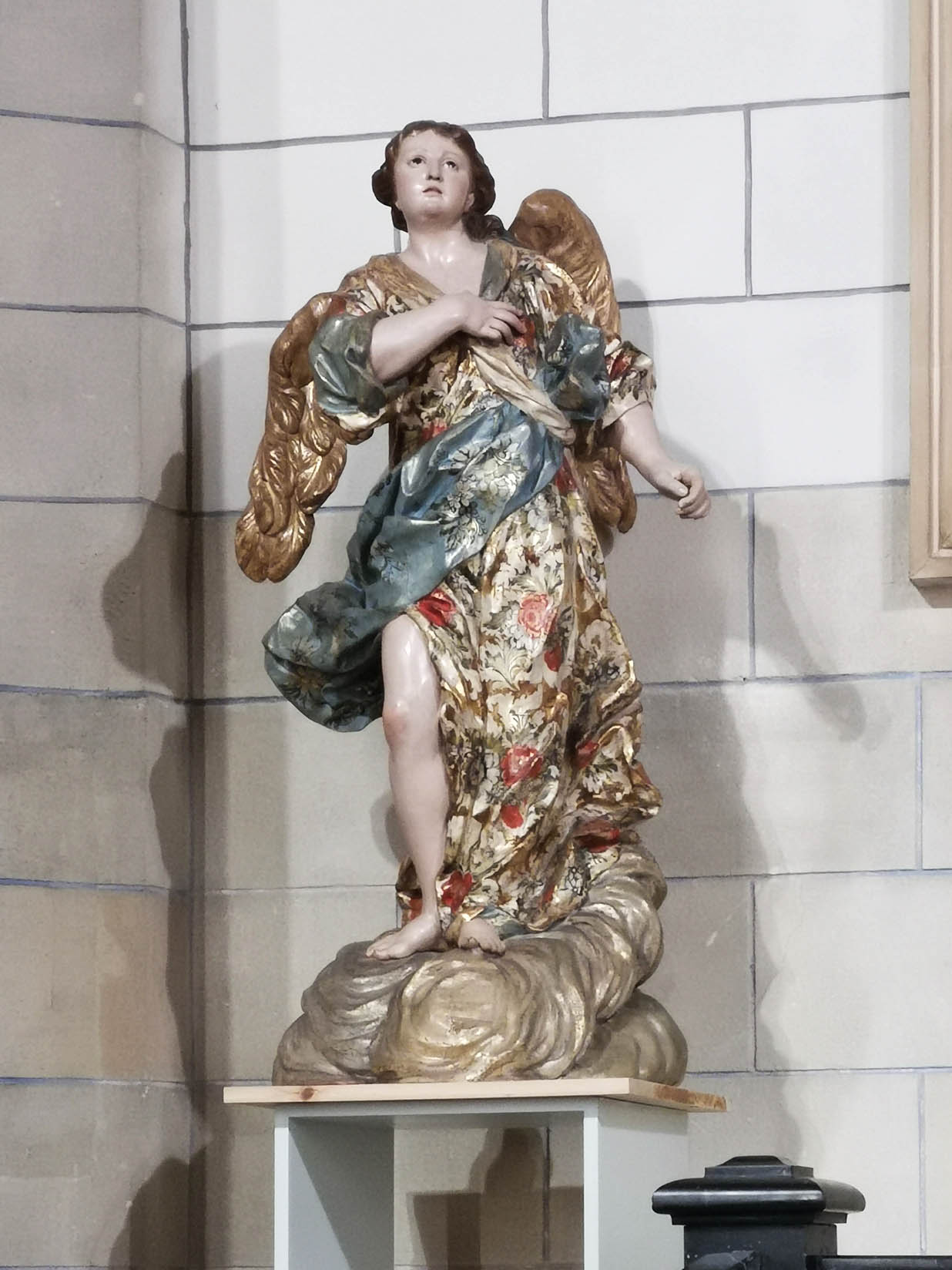
Arcángel San Gabriel de Salzillo.
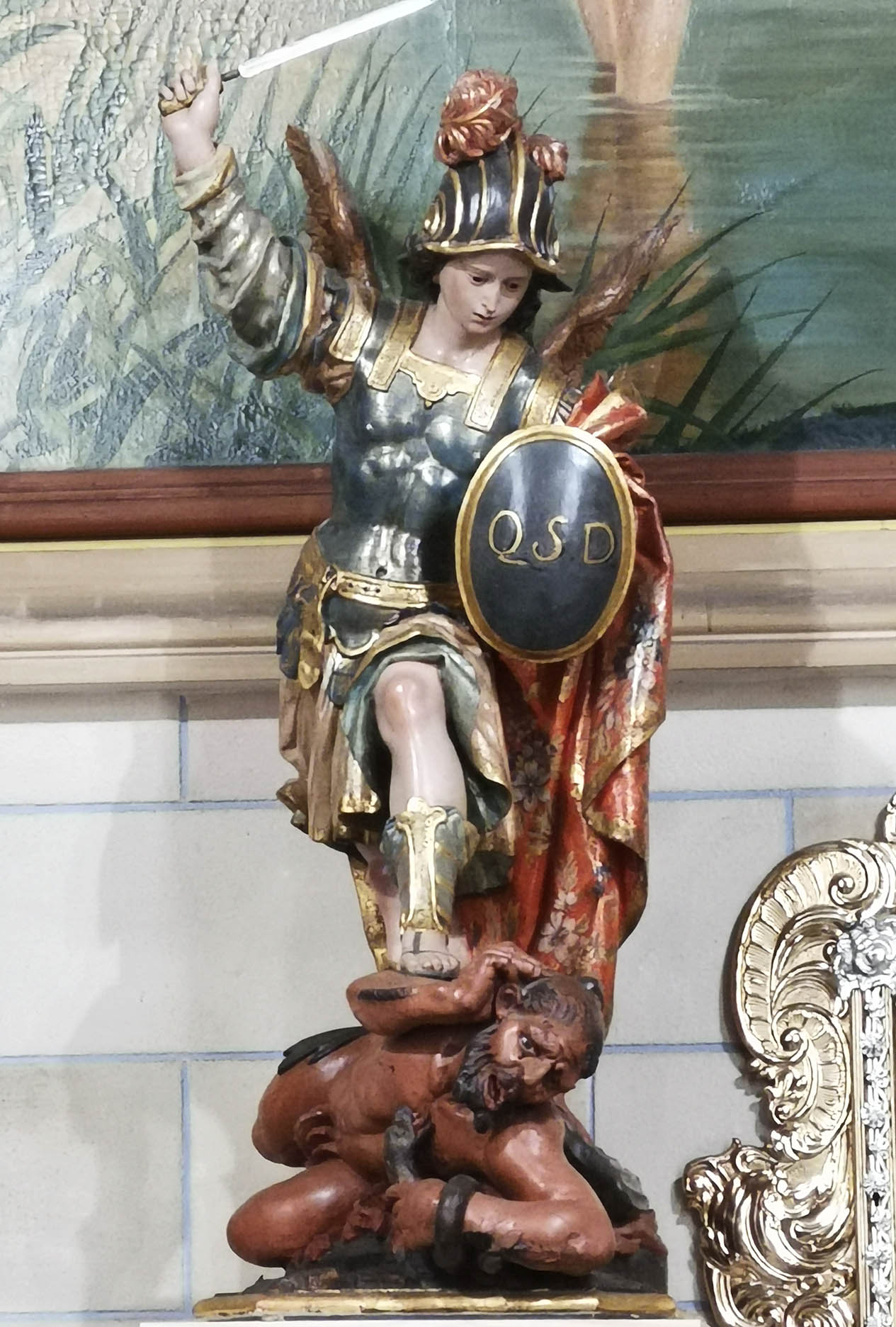
Arcángel San Miguel de Salzillo.
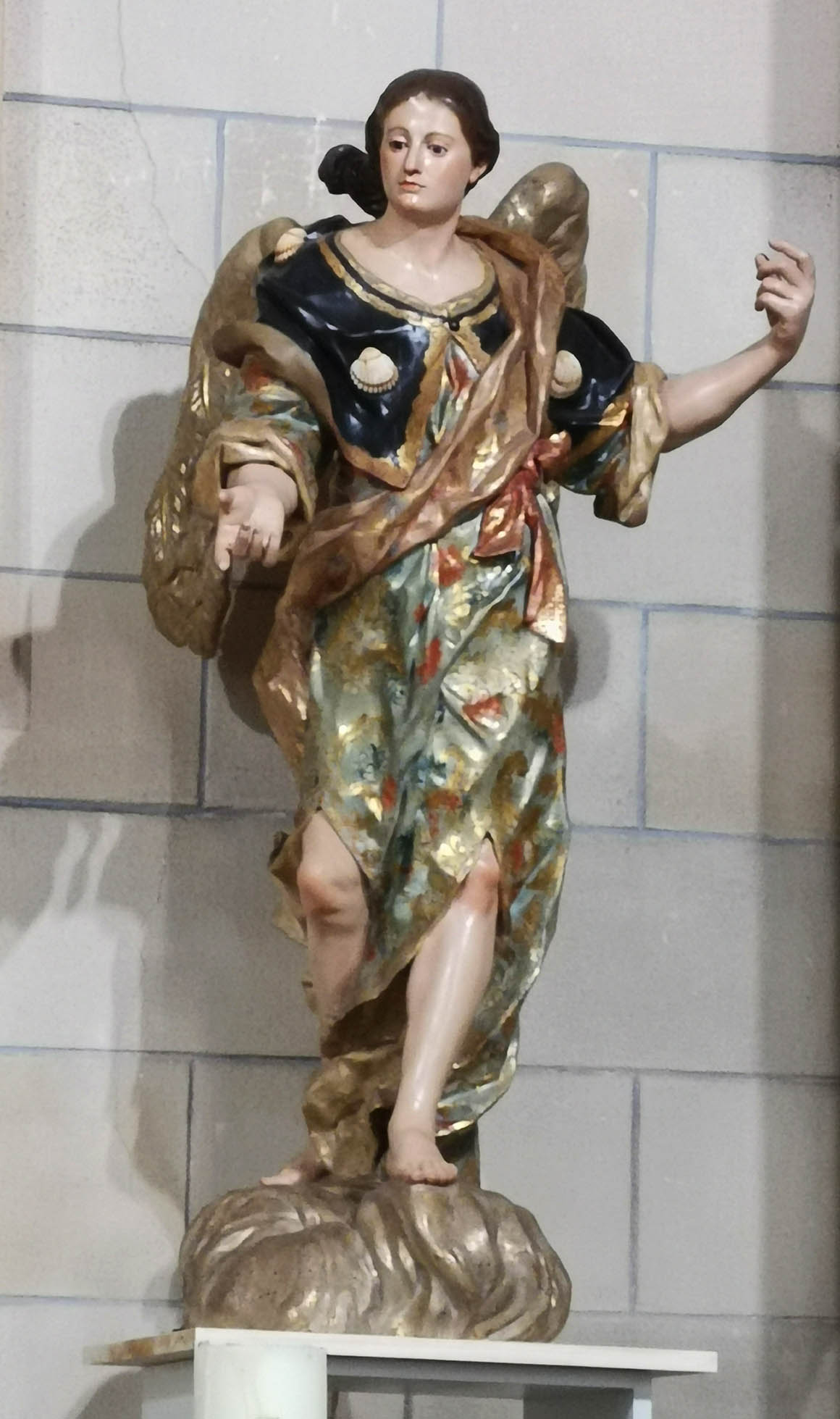
Arcángel San Rafael de Salzillo.
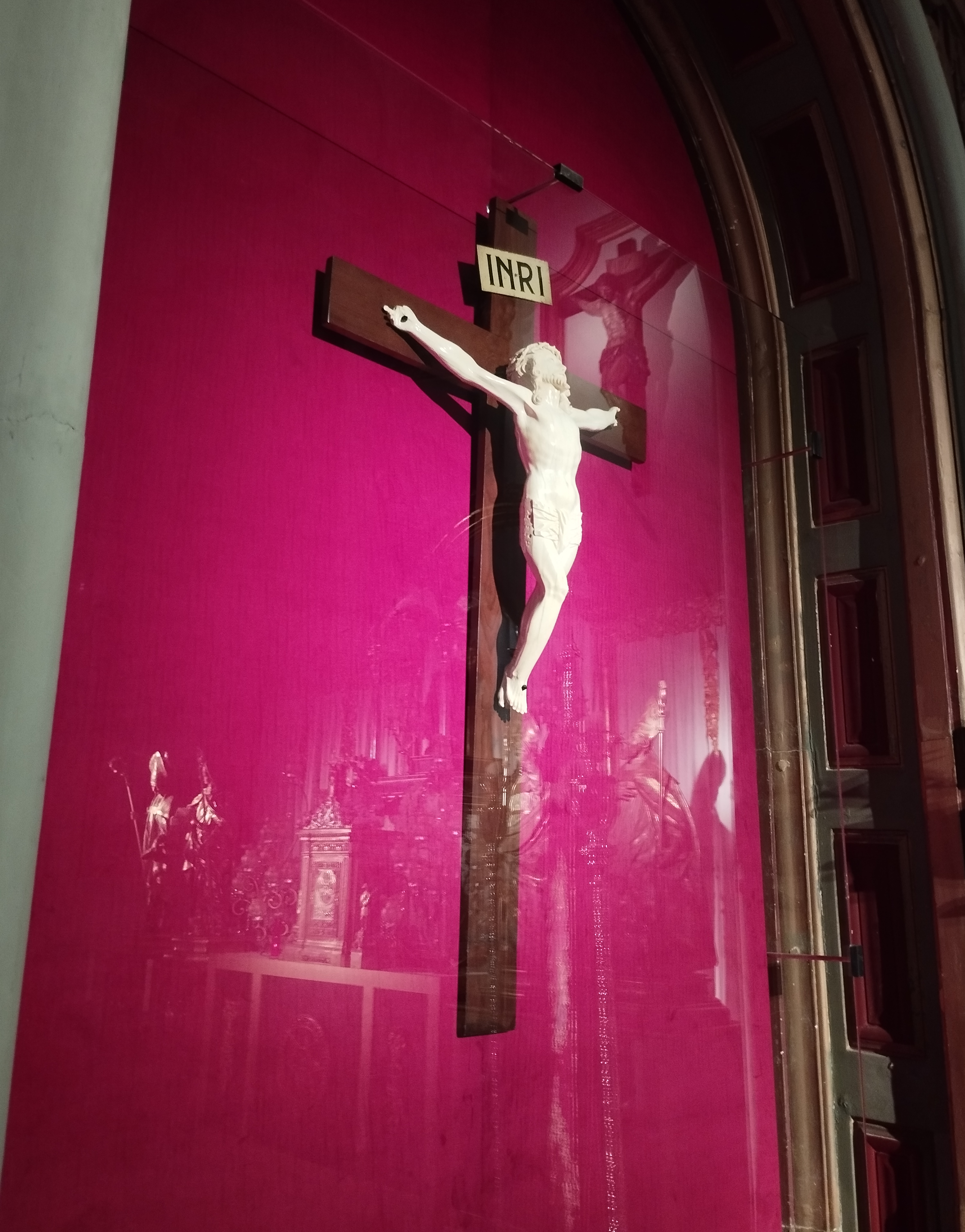
Cristo de Lepanto.